# Höllnbach
Höllnbach war ein Ort der ehemaligen Gemeinde Weissbach im Bezirksamt Berchtesgaden.
In der Karte Reit im Winkel von 1896 werden die Orte der Gemeinde Weißbach dargestellt. Höllnbach wird als eine Lage im Höllnbachtal dargestellt.
Bei einer Zählung im Verwaltungsjahr 1823/1824 gab es in dem zur Gemeinde Weisbach im Landgericht Reichenhall und Rentamt Berchtesgaden gehörigen Weiler „Helmbach, auch Höllenbach“ fünf Häuser, fünf Familien mit 40 Seelen, davon 15 weiblich.
Im Ortsverzeichnis von 1876 wird der Weiler als Höllnbach bezeichnet, ein Ort mit zehn Gebäuden, 20 Einwohnern (1871) und 29 Rindern. Er gehörte zur Gemeinde Weissbach im Bezirksamt Berchtesgaden, zur zehn Kilometer entfernten katholischen Pfarrei Inzell, zur Post Inzell und zum Sprengel der katholischen Schule im zehn Kilometer entfernten Schneizlreuth. 1875 gab es 23 Einwohner. 1885 hatte Höllnbach fünf Wohngebäude und 16 Einwohner. Beginnend mit dem Ortsverzeichnis 1904 wird Höllnbach nicht mehr als Ort genannt.
In der Uraufnahme werden in dem Gebiet des Höllental fünf Anwesen dargestellt, bezeichnet mit den Hausnamen (Hausnummern in Klammern) Kreutzer (24), Feichtenbauer (25), Angerer (26), Lippenbauer (27) und Marxenbauer (28). Die Anzahl von fünf Anwesen korrespondiert mit den Feststellungen der Volkszählung von 1885, was vermuten lässt, die meist bald devastierten Anwesen wurden für die Statistik als Ort Höllnbach zusammengefasst. Die Lage des damaligen Anwesens Feichtenbauer entspricht der heutigen Höllenbachalm.